# Seven Femenino de Dubái
El Seven femenino de Dubái es un torneo anual de rugby 7 que se disputa en Dubái, Emiratos Árabes Unidos. El torneo incluye varias competiciones no solo de selecciones nacionales sino también de clubes. 
Hasta la edición 2007 estuvo albergada por el estadio Dubái Exiles Rugby Ground, en 2008 se movió al The Sevens, un estadio nuevo construido para ser anfitrión de la Copa Mundial de Sevens 2009. La competición tuvo lugar del 3 al 5 de diciembre.
En 2011, una competición nueva fue lanzada por la entonces International Rugby Board (hoy World Rugby) - la Challenge Cup - como primer paso hacia un calendario completo de la Serie Mundial Femenina de Rugby 7. Presentó ocho equipos nacionales oficiales para la competición.
El 4 de octubre de 2012, el IRB anunció el lanzamiento del IRB Serie Mundial Femenina de Rugby 7 para la temporada 2012-13. La competición de Dubái fue la primera de cuatro fechas con las que contó la temporada inaugural.

## Palmarés
| Año     | Sede       | Campeón       | Marcador | Subcampeón     |
| ------- | ---------- | ------------- | -------- | -------------- |
| 2011    | The Sevens | Canadá        | 26 - 7   | Inglaterra     |
| 2012    | The Sevens | Nueva Zelanda | 41 - 0   | Sudáfrica      |
| 2013    | The Sevens | Australia     | 35 - 27  | Nueva Zelanda  |
| 2014    | The Sevens | Nueva Zelanda | 19 - 17  | Australia      |
| 2015    | The Sevens | Australia     | 31 - 12  | Rusia          |
| 2016    | The Sevens | Nueva Zelanda | 17 - 5   | Australia      |
| 2017    | The Sevens | Australia     | 34 - 0   | Estados Unidos |
| 2018    | The Sevens | Nueva Zelanda | 26 - 14  | Canadá         |
| 2019    | The Sevens | Nueva Zelanda | 17 - 14  | Canadá         |
| 2021-I  | The Sevens | Australia     | 22 - 7   | Fiyi           |
| 2021-II | The Sevens | Australia     | 15 - 5   | Fiyi           |
| 2022    | The Sevens | Australia     | 26 - 19  | Nueva Zelanda  |
| 2023    | The Sevens | Australia     | 26 - 19  | Nueva Zelanda  |
| 2024    | The Sevens | Australia     | 28 - 24  | Nueva Zelanda  |

## Posiciones
- Número de veces que las selecciones ocuparon cada posición en todas las ediciones.

| Equipo         | Campeón | 2º puesto |
| -------------- | ------- | --------- |
| Australia      | 8       | 2         |
| Nueva Zelanda  | 5       | 4         |
| Canadá         |         | 2         |
| Fiyi           |         | 2         |
| Sudáfrica      |         | 1         |
| Rusia          |         | 1         |
| Estados Unidos |         | 1         |